# 생방송 심야토론
《생방송 심야토론》은 KBS 1TV에서 방송되었던 심야 토론 프로그램이다.

## 기획 의도
설득, 경청, 공감 등으로 사회 쟁점과 해법에 대해 영감을 얻을 수 있는 토론 프로그램이다.

## 방송 시간
| 방송 채널 | 방송 기간                           | 방송 시간                            |
| --------- | ----------------------------------- | ------------------------------------ |
| KBS 1TV   | 1987년 10월 17일 ~ 1988년 12월 3일  | 매주 토요일 밤 11시 10분 ~ 1시       |
| KBS 1TV   | 1993년 10월 23일 ~ 1994년 2월 19일  | 매주 토요일 밤 11시 10분 ~ 1시       |
| KBS 1TV   | 1988년 12월 10일 ~ 1989년 3월 4일   | 매주 토요일 밤 11시 ~ 1시            |
| KBS 1TV   | 1989년 3월 11일 ~ 1990년 4월 7일    | 매주 토요일 밤 10시 30분 ~ 12시 30분 |
| KBS 1TV   | 1990년 4월 14일 ~ 1991년 10월 5일   | 매주 토요일 밤 10시 30분 ~ 1시       |
| KBS 1TV   | 1994년 2월 26일 ~ 1994년 4월 30일   | 매주 토요일 밤 10시 30분 ~ 1시       |
| KBS 1TV   | 1991년 10월 12일 ~ 1992년 4월 4일   | 매주 토요일 밤 10시 45분 ~ 1시       |
| KBS 1TV   | 1995년 9월 9일 ~ 1996년 10월 12일   | 매주 토요일 밤 10시 45분 ~ 1시       |
| KBS 1TV   | 1992년 4월 11일 ~ 1993년 5월 1일    | 매주 토요일 밤 10시 30분 ~ 12시 40분 |
| KBS 1TV   | 1993년 5월 8일 ~ 1993년 10월 16일   | 매주 토요일 밤 10시 45분 ~ 12시 45분 |
| KBS 1TV   | 1994년 5월 7일 ~ 1994년 10월 8일    | 매주 토요일 밤 10시 50분 ~ 1시       |
| KBS 1TV   | 1994년 10월 15일 ~ 1995년 4월 29일  | 매주 토요일 밤 10시 40분 ~ 1시       |
| KBS 1TV   | 1995년 5월 6일 ~ 1995년 9월 2일     | 매주 토요일 밤 10시 55분 ~ 1시       |
| KBS 1TV   | 1996년 10월 19일 ~ 1999년 5월 1일   | 매주 토요일 밤 11시 5분 ~ 1시        |
| KBS 1TV   | 2000년 5월 6일 ~ 2002년 3월 30일    | 매주 토요일 밤 11시 5분 ~ 1시        |
| KBS 1TV   | 1999년 5월 8일 ~ 2000년 1월 8일     | 매주 토요일 밤 10시 35분 ~ 12시 5분  |
| KBS 1TV   | 2000년 1월 15일 ~ 2000년 4월 29일   | 매주 토요일 밤 11시 25분 ~ 12시 55분 |
| KBS 1TV   | 2002년 4월 6일 ~ 2003년 6월 21일    | 매주 토요일 밤 10시 35분 ~ 11시 25분 |
| KBS 1TV   | 2003년 6월 28일 ~ 2004년 8월 7일    | 매주 토요일 밤 11시 ~ 12시 50분      |
| KBS 1TV   | 2004년 9월 4일 ~ 2004년 10월 30일   | 매주 토요일 밤 10시 50분 ~ 12시 40분 |
| KBS 1TV   | 2004년 11월 6일 ~ 2005년 4월 30일   | 매주 토요일 밤 11시 ~ 12시 40분      |
| KBS 1TV   | 2005년 5월 6일 ~ 2005년 6월 24일    | 매주 금요일 밤 11시 30분 ~ 1시 30분  |
| KBS 1TV   | 2005년 7월 1일 ~ 2007년 4월 27일    | 매주 금요일 밤 11시 30분 ~ 1시 10분  |
| KBS 1TV   | 2007년 5월 6일 ~ 2008년 11월 9일    | 매주 일요일 밤 11시 10분 ~ 12시 50분 |
| KBS 1TV   | 2008년 11월 22일 ~ 2013년 4월 6일   | 매주 토요일 밤 11시 10분 ~ 12시 50분 |
| KBS 1TV   | 2013년 4월 13일 ~ 2014년 4월 5일    | 매주 토요일 밤 11시 20분 ~ 1시       |
| KBS 1TV   | 2014년 7월 12일 ~ 2014년 11월 29일  | 매주 토요일 밤 11시 20분 ~ 1시       |
| KBS 1TV   | 2014년 4월 12일 ~ 2014년 4월 19일   | 매주 토요일 밤 11시 25분 ~ 1시       |
| KBS 1TV   | 2014년 4월 26일 ~ 2014년 6월 28일   | 매주 토요일 밤 11시 35분 ~ 1시 5분   |
| KBS 1TV   | 2014년 7월 5일                      | 토요일 밤 11시 30분 ~ 1시            |
| KBS 1TV   | 2015년 2월 27일 ~ 2016년 8월 5일    | 매주 금요일 밤 11시 40분 ~ 1시       |
| KBS 1TV   | 2019년 2월 16일 ~ 2021년 12월 4일   | 매주 토요일 밤 10시 30분 ~ 11시 40분 |
| KBS 1TV   | 2021년 12월 11일 ~ 2022년 12월 10일 | 매주 토요일 밤 11시 15분 ~ 12시 35분 |

## 진행자
| 대수 | 진행자 | 진행 기간                                                           |
| ---- | ------ | ------------------------------------------------------------------- |
| 1대  | 이인원 | 1987년 10월 17일 ~ 1992년 1월 11일                                  |
| 2대  | 김규칠 | 1992년 1월 18일 ~ 1993년 10월 16일                                  |
| 3대  | 이연숙 | 1993년 10월 23일 ~ 1994년 4월 30일                                  |
| 4대  | 유재건 | 1994년 5월 7일 ~ 1995년 9월 30일                                    |
| 5대  | 박원홍 | 1995년 10월 7일 ~ 1997년 10월 19일                                  |
| 6대  | 나형수 | 1997년 10월 26일 ~ 1999년 1월 9일                                   |
| 7대  | 박찬숙 | 1999년 1월 16일 ~ 2000년 5월 13일                                   |
| 8대  | 송지헌 | 2000년 5월 20일 ~ 2001년 4월 28일                                   |
| 9대  | 길종섭 | 2001년 5월 5일 ~ 2003년 6월 21일                                    |
| 10대 | 신율   | 2003년 6월 28일 ~ 2003년 12월 27일                                  |
| 11대 | 정관용 | 2004년 1월 3일 ~ 2008년 11월 9일, 2019년 2월 16일 ~ 2021년 4월 24일 |
| 12대 | 민경욱 | 2008년 11월 22일 ~ 2010년 5월 8일                                   |
| 13대 | 왕상한 | 2010년 5월 15일 ~ 2014년 11월 29일                                  |
| 14대 | 박장범 | 2015년 2월 27일 ~ 2015년 12월 18일                                  |
| 15대 | 김현경 | 2016년 1월 8일 ~ 2016년 8월 5일                                     |
| 16대 | 정세진 | 2021년 6월 5일 ~ 2022년 12월 10일                                   |